# Mighty Jets
Mighty Jets FC este un club de fotbal din Nigeria, fondat în 1970, își are sediul în orasul Jos. Echipa concurează în Nigeria National League, al doilea eșalon al fotbalului nigerian.

## Istoria clubului
Mighty Jets s-a fondat în 1970, este unul dintre cluburile profesioniste active „deținute private” din Nigeria (nu sunt deținute de guvernele de stat).
Ei sunt primii campioni încoronați în 1972, atunci s-a și înființat prima ligă profesionistă de fotbal, nivelul unu în piramida fotbalului nigerian. Au jucat la un nivel înalt până în 1985. Ultima lor participare în prima ligă a fost în 2004, atunci au și retrogradat de pe ultima poziție, dintr-un total de 18 echipe. Cu un nou consiliu de administrație în vigoare în 2016, clubul vizează promovarea în Nigeria Premier League.
Mighty Jets deține recordul pentru pierderea celor mai multe finale ale Cupa Nigeriei, pierzând 10 finale în care au jucat fără a câștiga niciuna.